# ريتشارد فايل (لاعب كرة قدم)
ريتشارد فايل (بالألمانية: Richard Weil)‏ هو لاعب كرة قدم ألماني في مركز الدفاع، ولد في 6 فبراير 1984 في فرانكفورت في ألمانيا. لعب مع نادي هايدنهايم.

## وصلات خارجية
- ريتشارد فايل (لاعب كرة قدم) على موقع قاعدة بيانات كرة القدم.إي يو (الإنجليزية)
- ريتشارد فايل (لاعب كرة قدم) على موقع بيانات كرة القدم. دي إي (الألمانية)
- ريتشارد فايل (لاعب كرة قدم) على موقع Soccerway.com (الإنجليزية)
- ريتشارد فايل (لاعب كرة قدم) على موقع عالم كرة القدم.نت (الإنجليزية)